# Kiruna stadshus
Kiruna stadshus är en byggnad i centrala Kiruna vid namn Kristallen. Det nya stadshuset invigdes den 22 november 2018 av kung Carl XVI Gustaf  och ersatte det gamla stadshuset kallat Igloo.
Det nya stadshuset började att byggas under hösten 2015.